# Pablo Chiapella
Pablo Chiapella (født 1. december 1976 i Albacete), kaldet Chape, er en spansk skuespiller, der især er kendt for sin rolle som Amador Rivas i den populære spanske tv-serie La que se avecina.